# Aristolochioideae
Aristolochioideae es una subfamilia de plantas fanerógamas perteneciente a la familia Aristolochiaceae. 
Son hierbas a plantas leñosas, frecuentemente trepadoras. Crecimiento monopódico. Flores netamente epíginas, con constricción (diafragma) separando el perianto del ovario, si solitarias, no terminales. perianto rápidamente caduco tras la antesis. La división en tribus y subtribus es muy controvertida, pero los datos moleculares permiten distinguir una rama basal (el género Thottea), grupo hermano del resto de la subfamilia, compuesto por dos ramas diferentes, Isotrema + Endodeca y Pararistolochia + Aristolochia. Este último género ha sido tentativamente dividido por algunos autores, pero no se ha alcanzado un consenso general (para más detalles, véase Huber, 1993, en referencias). 
Contiene los siguientes géneros:

## Géneros
- Apama Lam. = Thottea Rottb.
- Aristolochia L.
- Asiphonia Griff. ~ Thottea Rottb.
- Bragantia Lour. = Thottea Rottb.
- Ceramium Blume = Thottea Rottb.
- Cyclodiscus Klotzsch = Thottea Rottb.
- Einomeia Raf. =~ Aristolochia L.
- Endodeca Raf. =~ Aristolochia L.
- Euglypha Chodat & Hassl. =~ Aristolochia L.
- Holostylis Duch. =~ Aristolochia L.
- Isotrema Raf. =~ Aristolochia L.
- Lobbia Planch. = Thottea Rottb.
- Pararistolochia Hutch. & Dalziel ~ Aristolochia L.
- Strakaea C. Presl = Thottea Rottb.
- Thottea Rottb.
- Trimeriza Lindl. = Thottea Rottb.